# Странный груз (фильм, 1940)
«Странный груз» (англ. Strange Cargo) — американский романтический драматический фильм 1940 года, снятый Фрэнком Борзейги с участием Кларка Гейбла и Джоан Кроуфорд по рассказу о группе беглых заключенных из французской колонии. Адаптированный сценарий Лоуренса Хазарда основан на романе 1936 года «Не слишком узкий, не слишком глубокий» Ричарда Сейла, это был восьмой и последний фильм Кроуфорд и Гейбла.

## Сюжет
Джули (Кроуфорд), аниматор в городском кафе недалеко от исправительной колонии на Острове Дьявола (Французская Гвиана), встречает Верна (Гейбл), заключенного на тюремных работах. Верн сбегает и идет в комнату Джулии, но задержан после того, как мистер Пиг (Питер Лорре) доносит о нём, и он возвращается в тюрьму. Джули уволена за общение с заключенным. В тюрьме Молл (Альберт Деккер) организовал побег из тюрьмы и взял с собой Кэмбро (Ян Хантер), Телеза, Эсслера, Флобера и Дюфона. Верн присоединяется к беглецам, унося с собой Джулию. Кэмбро оказывает духовное влияние на других, часто читая и цитируя Библию. Они долго путешествуют по джунглям, а затем по океану на лодке, и только Верн, Джули, Эсслер и Кэмбро пережили испытание. Когда Кэмбро падает за борт, Эсслер пренебрегает его спасением и затем уходит в ночь, в усиливающийся шторм, зная, что пути назад нет. Первоначально Верн издевался над духовностью Кэмбро, но спасает его от гибели и, раскаявшись, решает вернуться в тюрьму, чтобы закончить свое предложение. Джули полюбила Верна и обещает его дождаться.

## В ролях
- Кларк Гейбл — Андре Верн
- Джоан Кроуфорд — Джули
- Ян Хантер — Кэмбро
- Питер Лорре — мистер Пиг
- Пол Лукас — Эсслер
- Альберт Деккер — Молл
- Дж. Эдвард Бромберг — Флобер
- Эдуардо Чианнелли — Телез
- Джон Арледж — Дюфонд
- Фредерик Уорлок — Гридо
- Бернард Недел — Марфеу
- Виктор Варкони — Рыбак
- Пол Фикс — Бенет

В титрах не указаны
- Стэнли Эндрюс — констебль
- Гарри Кординг — охранник
- Джек Малхолл — Даннинг

## Критика
Film Daily писал: «Это хорошая, грубая мелодрама, которая с самого начала не дает покоя. Фрэнк Борзейги уделяет ей внимание как режиссер-эксперт … Кларк Гейбл прекрасно справляется со своей ролью … Игра Джоан Кроуфорд великолепна. Это её лучшая роль на сегодняшний день.»
Variety комментировал: «Хотя в картине есть много недостатков, характеристика Кроуфорд даст руководителям студии представление о том, как правильно использовать ее таланты на будущее. Режиссер Фрэнк Борзаге не в состоянии создать драматический эффект … Сценарий не помогает Борзейги выйти из затруднительного положения.»

## Сборы
Согласно отчетам MGM, фильм заработал 1 311 000 долларов в США и Канаде и 603 000 долларов в других странах, в результате чего прибыль составила 21 000 долларов.